# Galeazzo Farnese

Stemma Farnese

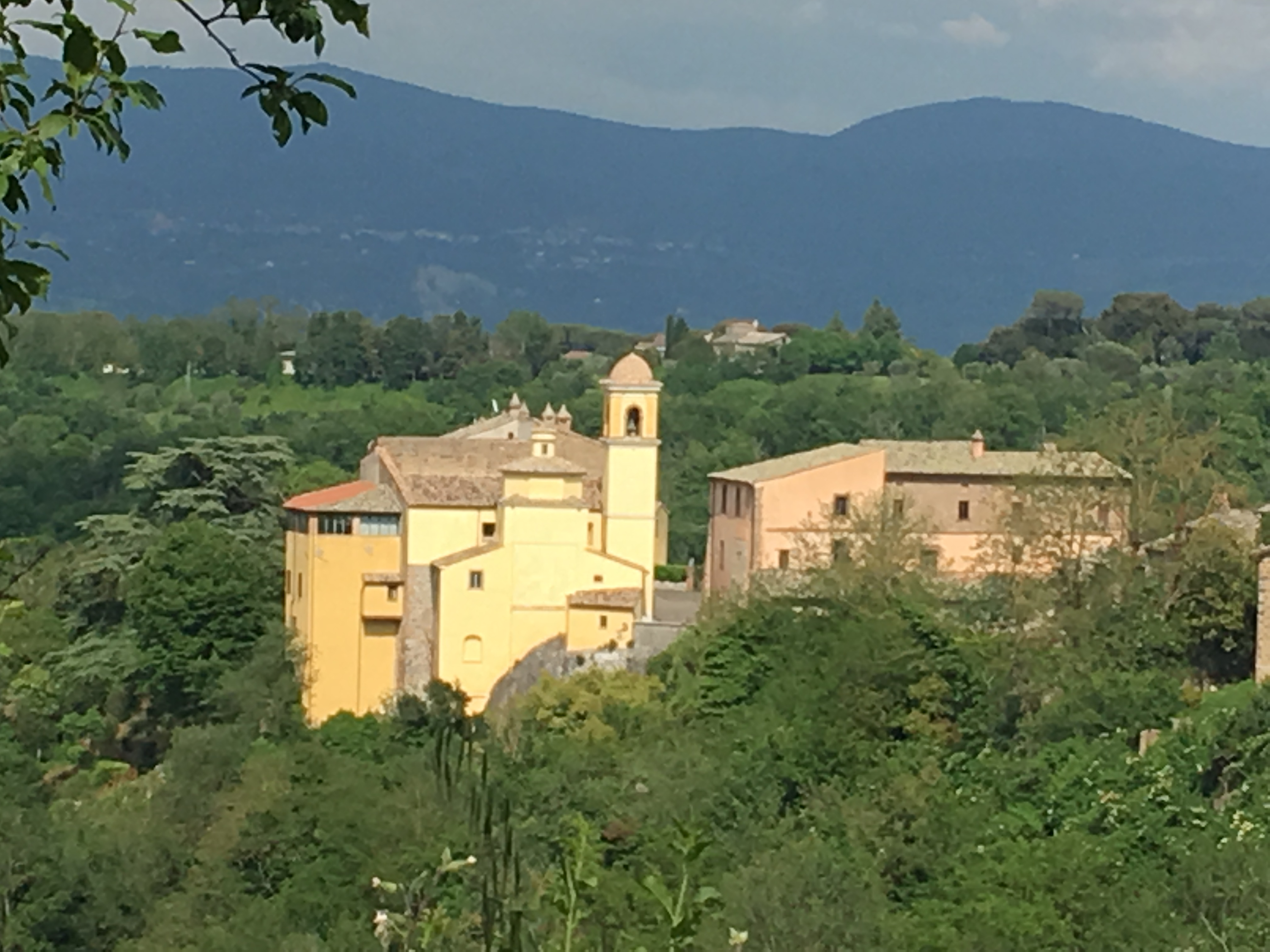
Castello di San Michele in Teverina

Galeazzo Farnese (1477 – marzo 1529) è stato un condottiero italiano., 3° Signore di Látera 

## Biografia
Era figlio di Pier Bertoldo Farnese, signore di Montaldo e signore di Latera, e di Battistina dell'Anguillara.
Nel 1511, assieme a Gentile Baglioni e a Ludovico Orsini, venne nominato tra i conservatori del comune di Orvieto.
Nel 1525 prese parte alla battaglia di Pavia nelle file degli imperiali. Alle fine del 1525, per il comune di Orvieto, recuperò dopo un lungo assedio San Michele in Teverina e il suo castello, appartenuti alla sorella Beatrice, vedova di Antonio Baglioni.
Morì combattendo in Puglia nel 1529.

## Discendenza
Galeazzo sposò in prime nozze Ersilia di Pompeo Colonna e in seconde nozze Isabella dell'Anguillara. Ebbe otto figli:
- Giulia, beata[1], sposò Vicino Orsini, signore di Bomarzo
- Gianfrancesco[1]
- Ferdinando,[1] Vescovo di Sovana dal 1532 al 1535
- Fabio[1]
- Gerolama, sposò Alfonso Sanvitale di Parma[1]
- Violante (Jolanda), sposò Torquato Conti[1]
- Battistina, sposò Mattia di Ercole Varano di Camerino[1]
- Bertoldo (?-1560),[1] militare al servizio di Carlo V, sposò Giulia Acquaviva.

## Ascendenza
|                                                  |                                                    |                                                  | Genitori                                       |  |  | Nonni |  |  | Bisnonni                               |  |  | Trisnonni                                 |  |
|                                                  |                                                    |                                                  |                                                |  |  |       |  |  | 8. Pietro Farnese, signore di Montalto |  |  | 16. Ranuccio Farnese, signore di Montalto |  |
|                                                  |                                                    |                                                  |                                                |  |  |       |  |  | 8. Pietro Farnese, signore di Montalto |  |  | 16. Ranuccio Farnese, signore di Montalto |  |
|                                                  |                                                    | 17. Pantasilea Salimbeni                         |                                                |  |  |       |  |  | 8. Pietro Farnese, signore di Montalto |  |  |                                           |  |
| 4. Bartolomeo I Farnese, I signore di Latera     |                                                    |                                                  |                                                |  |  |       |  |  | 8. Pietro Farnese, signore di Montalto |  |  |                                           |  |
|                                                  |                                                    | 9. Pantasilea Dolci di Corbara                   | 18. Giovanni Dolci di Corbara                  |  |  |       |  |  |                                        |  |  |                                           |  |
|                                                  |                                                    | 9. Pantasilea Dolci di Corbara                   | 18. Giovanni Dolci di Corbara                  |  |  |       |  |  |                                        |  |  |                                           |  |
|                                                  |                                                    | 9. Pantasilea Dolci di Corbara                   | …                                              |  |  |       |  |  |                                        |  |  |                                           |  |
| 2. Pier Bertoldo I Farnese, II signore di Latera |                                                    | 9. Pantasilea Dolci di Corbara                   |                                                |  |  |       |  |  |                                        |  |  |                                           |  |
|                                                  |                                                    | …                                                | …                                              |  |  |       |  |  |                                        |  |  |                                           |  |
|                                                  |                                                    | …                                                | …                                              |  |  |       |  |  |                                        |  |  |                                           |  |
|                                                  |                                                    | …                                                | …                                              |  |  |       |  |  |                                        |  |  |                                           |  |
| 5. Iolanda Monaldeschi                           |                                                    | …                                                |                                                |  |  |       |  |  |                                        |  |  |                                           |  |
|                                                  |                                                    | …                                                | …                                              |  |  |       |  |  |                                        |  |  |                                           |  |
|                                                  |                                                    | …                                                | …                                              |  |  |       |  |  |                                        |  |  |                                           |  |
|                                                  |                                                    | …                                                | …                                              |  |  |       |  |  |                                        |  |  |                                           |  |
| 1. Galeazzo I Farnese, I duca di Latera          |                                                    | …                                                |                                                |  |  |       |  |  |                                        |  |  |                                           |  |
|                                                  | 12. Everso II dell'Anguillara, conte di Anguillara | 24. Dolce I dell'Anguillara, conte di Anguillara |                                                |  |  |       |  |  |                                        |  |  |                                           |  |
|                                                  | 12. Everso II dell'Anguillara, conte di Anguillara | 24. Dolce I dell'Anguillara, conte di Anguillara |                                                |  |  |       |  |  |                                        |  |  |                                           |  |
|                                                  | 12. Everso II dell'Anguillara, conte di Anguillara | 25. Battista Orsini di Nola                      |                                                |  |  |       |  |  |                                        |  |  |                                           |  |
| 6. Francesco dell'Anguillara                     | 12. Everso II dell'Anguillara, conte di Anguillara |                                                  |                                                |  |  |       |  |  |                                        |  |  |                                           |  |
|                                                  |                                                    | 13. Francesca Orsini                             | …                                              |  |  |       |  |  |                                        |  |  |                                           |  |
|                                                  |                                                    | 13. Francesca Orsini                             | …                                              |  |  |       |  |  |                                        |  |  |                                           |  |
|                                                  |                                                    | 13. Francesca Orsini                             | …                                              |  |  |       |  |  |                                        |  |  |                                           |  |
| 3. Battistina dell'Anguillara                    |                                                    | 13. Francesca Orsini                             |                                                |  |  |       |  |  |                                        |  |  |                                           |  |
|                                                  |                                                    | 14. Ranuccio Farnese, signore di Montalto        | 28. Pietro Farnese, signore di Montalto (= 8.) |  |  |       |  |  |                                        |  |  |                                           |  |
|                                                  |                                                    | 14. Ranuccio Farnese, signore di Montalto        | 28. Pietro Farnese, signore di Montalto (= 8.) |  |  |       |  |  |                                        |  |  |                                           |  |
|                                                  |                                                    | 14. Ranuccio Farnese, signore di Montalto        | 29. Pantasilea Dolci di Corbara (= 9.)         |  |  |       |  |  |                                        |  |  |                                           |  |
| 7. Lucrezia Farnese                              |                                                    | 14. Ranuccio Farnese, signore di Montalto        |                                                |  |  |       |  |  |                                        |  |  |                                           |  |
|                                                  |                                                    | 15. Agnese Monaldeschi                           | 30. Angelo Monaldeschi, patrizio di Orvieto    |  |  |       |  |  |                                        |  |  |                                           |  |
|                                                  |                                                    | 15. Agnese Monaldeschi                           | 30. Angelo Monaldeschi, patrizio di Orvieto    |  |  |       |  |  |                                        |  |  |                                           |  |
|                                                  |                                                    | 15. Agnese Monaldeschi                           | …                                              |  |  |       |  |  |                                        |  |  |                                           |  |
|                                                  |                                                    | 15. Agnese Monaldeschi                           |                                                |  |  |       |  |  |                                        |  |  |                                           |  |